# Дора (окръг Лимасол)
Дора̀ (на гръцки: Δορά) е село в Кипър, окръг Лимасол. Според статистическата служба на Република Кипър през 2001 г. селото има 184 жители.
Намира се на 6 km югозападно от Малия.